# ザ・ゴールデン・カップス
ザ・ゴールデン・カップス（The Golden Cups）は、1966年12月、神奈川県横浜市でデイヴ平尾を中心に結成されたグループ・サウンズである。

## メンバー
結成当初のメンバーは以下のとおり。脱退後、解散後の目立った活動は（）内に。
- デイヴ平尾（1944年11月17日 - 2008年11月10日）

本名：平尾時宗。リーダー、ボーカル。
愛称：トキさん、時坊（トキボウ）。
- エディ藩（1947年6月22日 - 2025年5月10日）

本名：潘廣源（人名事典では潘の字で記載）。ギター、ボーカル。
愛称：コウちゃん
- ケネス伊東（1946年1月1日 - 1997年3月2日）

本名：ケネス・イトウ（Kenneth Ito）。ギター、ベース、ボーカル。アメリカ合衆国・ハワイ州オアフ島出身の日系アメリカ人二世。（妻が日本人であったが国籍やビザの問題で日本に長期滞在できず就労も認められず、帰化申請も不許可になったことからハワイに定住し、やがて音楽活動をやめてしまった。）
愛称：ブッチ。
- マモル・マヌー（1949年6月3日 - 2020年9月1日）

本名：三枝守。ドラムス、ボーカル。再結成後はボーカルに専念することが多かった。
- ルイズルイス加部（1948年11月5日 - 2020年9月26日）

本名：加部正義。ベース、藩の脱退期間中はギター。再結成後もギターを弾くことが度々あった。（後年、チャーとジョニー吉長の3人でジョニー、ルイス&チャー/ピンククラウドを結成。）
愛称：マー坊、マーちゃん。

その後、以下のメンバーが途中時期に在籍した。
- ミッキー吉野（1951年12月13日 - ）

本名：吉野光義。キーボード。（後にゴダイゴのリーダーとして成功を収める。2003年以降は両バンドを兼務。）
愛称：ブー
- 林恵文（1951年5月11日 - ）

ベース。藩が脱退してギターにスイッチした加部の後任。（カップス脱退後は、藩のバンドや高野のソロ活動に携わったが、1978年頃に渡米して程なく音楽活動から退いている。）
愛称：ブン
- アイ高野（1951年1月12日 - 2006年4月1日）

本名：高野元成。ドラムス。（その後、竹田和夫が率いるクリエイションにボーカルとして加入して曲をヒットさせる。）
愛称：モッチン
- 柳譲治（1948年1月30日 - 2011年10月10日）

ベース、ボーカル。（後に柳ジョージ&レイニーウッドを組んで成功を収める。）
愛称：ジョーちゃん
- ジョン山崎（1950年7月29日 - ）

キーボード。（カップス解散後は、フォーク系、ロック系、ニューミュージック系、フュージョン系の様々なアーティストと共演するとともに、自らのリーダーバンドであるスクールバンドでも活動したが、1979年に見切りをつけてハワイに渡り牧師となった。その後クリスチャン・ミュージックを始めた。アロハ・バイブル・チャーチ。）

## キャリア
- 1965年頃、既に横浜ではいくつものアマチュアバンドが結成されており、ダンスパーティーやイベントなどに活動の場を求めていた。デイヴ平尾もそうしたアマチュアのひとりで、スフィンクスというバンドでボーカルを担当していた。スフィンクスと、エディ藩がギターを担当していたファナティックスは共にアマチュアながら、当時の横浜を代表するバンドであり、東京から音楽関係者が足を運んで演奏を聴きに来たり、ファナティックスは芸能プロからのスカウトを受けていた。
- 1966年7月3日、平尾は単独でアメリカ旅行に出発する。昼間はレコード店巡り、夜はライブを観に行くという毎日だったようである。ライチャス・ブラザーズがヒットを出していた頃であり、平尾も『アンチェインド・メロディ』の歌唱を身につけるよう努力した。平尾とほぼ同時期に藩も彼の父親に『旅行から帰ったら音楽を辞めて料理人になる』という約束で渡米していた。実際には藩は音楽シーンの見聞を広める事と、新しい楽器を買うためにアメリカへ行ったが、サンフランシスコで行われたゼムのライブ会場で平尾と偶然に再会する。11月、平尾が帰国。高校時代の友人と本牧のレストランバー「ゴールデン・カップ」を訪れた際、オーナーの上西四郎から『この店の専属バンドを探している』と言われる。こうして、スフィンクスは「ゴールデン・カップ」のステージに立ったのだが、当時最先端の音楽に生で触れてきたばかりの平尾には、バックの演奏が物足りなく感じた。そこで平尾は『人前に立つなら腕利きのメンバーを集めよう』と考え、アメリカで再会した藩を誘い、藩はケネス伊東を誘った。当初はベースに伊東、ドラムスにジョニー野村（後のゴダイゴのマネジャー）を据える予定だったが、野村は既にプロモーターを志して国際基督教大学に進学していた為、平尾の渡米中にスフィンクスのボーカルを代行していたマモル・マヌーが経験の浅いドラムスを担当する事になり、彼が同じ高校の一学年先輩であったルイズルイス加部を誘った。加部は本来ギタリストであったが、既に伊東がギターのポジションに就いていたためベース担当として加入した。12月3日、上記5人のメンバーで平尾時宗とグループ・アンド・アイとしての活動をスタートさせる。12月10日、「ゴールデン・カップ」に来店していた「ナポレオン党」（カミナリ族、現在でいう暴走族のはしり）を取材していたTBSの撮影スタッフの目にとまり、『ヤング720』でテレビ初出演を果たす。
- 1967年6月15日、テレビ出演をきっかけに口コミで評判が広がり、妹から話を聞いた歌手の黛ジュンが、東芝音楽工業（東芝レコード、現：EMIミュージック・ジャパン）の関係者を「ゴールデン・カップ」に連れてきた事を足掛かりとして、1stシングル『いとしのジザベル』でレコードデビュー。デビューに際し、グループ・アンド・アイでは分かりにくい為、TBS『ヤング720』の担当ディレクターだった高樋洋子によってゴールデン・カップスへと改名された[7]。因みに同シングルは公称18万枚のヒットを記録。なお、ザ・スパイダースのリーダー、田邊昭知も熱心にスカウトに来たが、黛ジュンとの話が先だった為、田邊昭知のスカウトは断った。また、彼らを混血グループという触れ込みで売り出しを図ったのは、東芝音楽工業の意向だとされている。7月21日、東京のジャズ喫茶（ラ・セーヌ）に初出演。8月26日、第31回日劇ウエスタンカーニバルに初出場。新人賞を獲得する。
- 1968年3月10日、1stアルバム『ザ・ゴールデン・カップス・アルバム』を発売。4月1日、3rdシングル『長い髪の少女』が発売。オリコン14位、35万枚のセールスを記録し、一躍人気グループの仲間入りをする。7月8日、ビザの関係で伊東が一時活動休止（軍属であった父親が退職を決意したため）。ミッキー吉野が加入。9月1日、4thシングル『愛する君に』が発売され、オリコン13位となる[8]。GS全盛時代は、ジミ・ヘンドリクス、マディ・ウォーターズ、ジュニア・ウォーカー、クラシックス・フォー[注釈 1]、ウィルソン・ピケット、クリーム、ヴァン・モリソン、ポール・バターフィールド、リー・ドーシー[9]らをカバーしていた。10月21日、伊東が復帰。
- 1969年4月25日、藩と伊東がエディ藩グループ結成のため脱退。加部がギターにコンバートし、林恵文がベースとして加入する。12月28日、カップス加入前のジョン山崎とルーム[10][11]というバンドを結成するため加部と林が脱退し、マモルもソロ歌手になるため脱退する。
- 1970年1月1日、エディ藩グループと合併し、藩と伊東が復帰。伊東はベースを担当。マモルの後任には、前年9月に解散したザ・カーナビーツのドラムス兼ボーカルであり、エディ藩グループのドラムスでもあったアイ高野が加入。高野には、マモルが使っていたパールのドラムセットが譲られた。8月31日、父親がカウアイ島で経営していたサーフボード店の後を継ぐ為、伊東が完全に脱退。9月1日、柳ジョージが加入。
- 1971年1月、吉野が脱退。以降、山崎加入までは4人編成で活動を継続。7月3日、山崎が加入。
- 1972年1月1日、ゴールデン・カップスとして最後の仕事となった沖縄のディスコで、『長い髪の少女』を演奏中、会場内で火災が発生し、柳のベースを除く機材をすべて焼失。1月2日、解散。

## グループ解散後
- 1972年10月5日、平尾が初のソロシングル『僕達の夜明け／一人』を発売。
- 1973年12月頃、同年春ころから断続的に活動を続けてきたママリンゴというバンド（メンバーは平尾、加部、柳など）が、デイブ平尾とゴールデン・カップス名義で活動を開始。
- 1975年頃、平尾が俳優業を本格化させたため、デイブ平尾とゴールデン・カップスは解散。
- 1979年８月28日、日本青年館で開催された平尾のソロ・コンサート『デイヴ平尾と仲間たち』に、藩、加部、マモル、吉野、高野、柳が出演し、さながら同窓会のような雰囲気の中で往年のカップス・ナンバーを披露、当日のみの再結成が実現。
- 1981年12月5日、横浜シェルガーデンで行われたライブ『ゴールデン・カップス・ワンナイト・セッション』で、当日のみの再結成（メンバーは、平尾、藩、加部、吉野、高野）。
- 1982年7月20日、横浜市民ホールで開催された藩のソロ・コンサート『エディ藩と仲間達』に、平尾、加部、吉野、高野が出演し数曲を披露、前年と同じ顔ぶれでの当日のみの再結成が実現。
- 1982年、平尾が六本木にライブ・バー「ゴールデン･カップ」をオープン。
- 1989年4月5日、大阪城ホールでのライブ『タイガース・メモリアル・クラブ・バンド』にて、当日のみの再結成（メンバーは平尾、マモル、吉野、高野）。6月10日、横浜アリーナでのライブ『タイガース・メモリアル・クラブ・バンド』にて、当日のみの再結成（メンバーは平尾、藩、マモル、加部、吉野、高野）。
- 1997年3月2日、ケネス伊東が死去。
- 2002年12月、本格的な再結成と映画『ザ・ゴールデン・カップス・ワンモアタイム』の製作が決定。
- 2003年5月4日、5月6日、横浜club Matrixにて映画撮影用ライブ『THE GOLDEN CUPS MAXIMUM R&B LIVE 2003』を行う（5月1日に原宿クロコダイルにてウォームアップギグも行われた）。メンバーは平尾、藩、加部、マモル、吉野の5人に、サポートメンバー3名（ドラムス：樋口晶之、ベース：スティーブ・フォックス、ギター：中村裕介）。8月9日、NHK『思い出のメロディー』に出演。
- 2004年7月24日、横浜赤レンガ倉庫にて、映画完成ライブイベント『ONE MORE TIME LIVE SESSION 2004』を行う。7月25日、横浜赤レンガ倉庫にて、映画『ザ・ゴールデン・カップス　ワンモアタイム』先行完成披露上映会を行う。9月18日、福島の『いわき街なかコンサート 前夜祭』に出演。10月10日、渋谷公会堂にて、ライブ『THE GOLDEN CUPS MAXIMUM R&B LIVE 2004』を行う。11月20日、映画『ザ・ゴールデン・カップス　ワンモアタイム』が一般公開される。※これらの他に、2004年から2005年にかけて各メンバー（平尾、藩、加部、マモル、吉野）が個別に本牧ゴールデンカップにてライブを行うが、トリの平尾のライブにはメンバー全員が出演した。
- 2006年4月1日、急性心不全でアイ高野が死去。
- 2007年11月13日、渋谷DUO music exchangeにて、ライブ『THE GOLDEN CUPS 40th Anniversary Live 'BLUES MESSAGE'』を行う（高野と鈴木ヒロミツを追悼するイベントでもあった）。
- 2008年11月10日、食道がん療養中に心不全でデイヴ平尾が死去。11月28日、後楽園JCBホールにて、ライブイベント『デイブ平尾追悼ライブ（当初は『THE GOLDEN CUPS×G.S. SUPER UNIT LIVE SPECIAL 2008』として実施予定であったが急遽趣旨が変更された。）』を行う。
- 2009年1月25日、横浜の大型レストラン「タイクーン」にて、長尺のライブイベント『THE GOLDEN CUPS PRESENTS 追悼 デイヴ平尾 トリビュートパーティー』が行われ、メンバーはもちろん、 旧知のCHIBO、陳信輝、林恵文、CHAR、ジョニー吉長、金子マリ、難波弘之、浅野孝己、石間秀機、篠原信彦、沢田研二、岸部一徳、ザ・カーナビーツ、ザ・ジャガーズ、小川ヒロ、近田春夫らも参加して、平尾と高野を偲んだ。6月12日、神戸チキンジョージにて、再結成後初の関西ライブ『THE GOLDEN CUPS LIVE＠KOBE CHIKEN GEORGE』を行う。11月10日、横浜BLITZにて、ライブ『THE GOLDEN CUPS 横浜公演 2009』を行う。残った4人とサポートメンバー（樋口とスティーブ）に加え、ベースで林が数曲参加する。
- 2010年 - 2018年、本数は少ないながらも毎年ライブが行われた。
- 2011年10月10日、腎不全で柳ジョージが死去。
- 2017年7月29日、「フジロックフェスティバル」に出演。
- 2020年9月1日、心筋梗塞でマモル・マヌーが死去[12]。
- 2020年9月26日、多臓器不全でルイズルイス加部が死去[13]。
- 2022年9月25日、バンド結成55周年記念ライブ『55th ANNIVERSARY THE GOLDEN CUPS AT LAST』を恵比寿ザ・ガーデンホールにて行う。多数のゲストを迎えて藩と吉野が出演。ここで一旦バンド活動にピリオドを打つ。
- 2024年2月12日、横浜・関内ホールにてアンコールライブを行った。
- 2025年5月10日、感染性心内膜炎でエディ藩が死去[14]。

## メンバーの変遷
| 年                             | ボーカル                  | ギター                    | ベース           | ドラムス         | キーボード   |
| ------------------------------ | ------------------------- | ------------------------- | ---------------- | ---------------- | ------------ |
| 1966年12月3日 - 1968年7月7日   | デイヴ平尾                | エディ藩 ケネス伊東       | ルイズルイス加部 | マモル・マヌー   |              |
| 1968年7月8日 - 1968年10月20日  | デイヴ平尾                | エディ藩                  | ルイズルイス加部 | マモル・マヌー   | ミッキー吉野 |
| 1968年10月20日 - 1969年4月25日 | デイヴ平尾                | エディ藩 ケネス伊東       | ルイズルイス加部 | マモル・マヌー   | ミッキー吉野 |
| 1969年4月26日 - 1969年12月31日 | デイヴ平尾                | ルイズルイス加部          | 林恵文           | マモル・マヌー   | ミッキー吉野 |
| 1970年1月1日 - 1970年8月31日   | デイヴ平尾                | エディ藩                  | ケネス伊東       | アイ高野         | ミッキー吉野 |
| 1970年9月1日 - 1971年1月       | デイヴ平尾                | エディ藩                  | 柳ジョージ       | アイ高野         | ミッキー吉野 |
| 1971年1月 - 1971年7月2日       | デイヴ平尾                | エディ藩                  | 柳ジョージ       | アイ高野         |              |
| 1971年7月3日 - 1972年1月2日    | デイヴ平尾                | エディ藩                  | 柳ジョージ       | アイ高野         | ジョン山崎   |
| 1972年1月3日 - 1973年12月      | 解散中                    | 解散中                    | 解散中           | 解散中           | 解散中       |
| 1973年12月 - 1975年            | デイヴ平尾                | 柳ジョージ                | ルイズルイス加部 | （アイ高野など） |              |
| 1975年 - 1979年8月27日         | 活動停止                  | 活動停止                  | 活動停止         | 活動停止         | 活動停止     |
| 1979年８月28日                 | デイヴ平尾 マモル・マヌー | エディ藩 柳ジョージ       | ルイズルイス加部 | アイ高野         | ミッキー吉野 |
| 1979年8月29日 - 1981年12月4日  | 活動停止                  | 活動停止                  | 活動停止         | 活動停止         | 活動停止     |
| 1981年12月5日                  | デイヴ平尾                | エディ藩                  | ルイズルイス加部 | アイ高野         | ミッキー吉野 |
| 1981年12月6日 - 1982年7月19日  | 活動停止                  | 活動停止                  | 活動停止         | 活動停止         | 活動停止     |
| 1982年7月20日                  | デイヴ平尾                | エディ藩                  | ルイズルイス加部 | アイ高野         | ミッキー吉野 |
| 1982年7月21日 - 1989年4月4日   | 活動停止                  | 活動停止                  | 活動停止         | 活動停止         | 活動停止     |
| 1989年4月5日                   | デイヴ平尾 マモル・マヌー |                           |                  | アイ高野         | ミッキー吉野 |
| 1989年4月6日 - 1989年6月9日    | 活動停止                  | 活動停止                  | 活動停止         | 活動停止         | 活動停止     |
| 1989年6月10日                  | デイヴ平尾 マモル・マヌー | エディ藩                  | ルイズルイス加部 | アイ高野         | ミッキー吉野 |
| 1989年6月11日 - 2003年4月30日  | 活動停止                  | 活動停止                  | 活動停止         | 活動停止         | 活動停止     |
| 2003年5月1日 - 2008年11月10日  | デイヴ平尾 マモル・マヌー | エディ藩 ルイズルイス加部 | ルイズルイス加部 |                  | ミッキー吉野 |
| 2008年11月11日 - 2020年9月     | マモル・マヌー            | エディ藩 ルイズルイス加部 | ルイズルイス加部 |                  | ミッキー吉野 |
| 2020年10月 -                   |                           | エディ藩                  |                  |                  | ミッキー吉野 |

## 特徴
結成から解散に至るまで、オリジナルのヒット曲はあったが、ステージ上ではこれらの曲を演奏することを好まず（ただし、平尾のサービス精神もあり全く演奏しないわけではなかった）、もっぱら当時のアメリカやイギリスで流行していたロックやリズム・アンド・ブルースのカバー曲を演奏していた。
グループと親しかったのが、カーマニアの若者の集団だったナポレオン党である。さらに、ナポレオン党と親しかったファッション・ダンス愛好家の女性グループがクレオパトラ党で、メンバーには山口小夜子、キャシー中島らがいたという。

## ディスコグラフィ

### シングル
1. いとしのジザベル／陽はまた昇る（1967年6月15日）
2. 銀色のグラス／ドゥー・ユー・ノー・アイ・ラヴ・ユー（1967年11月15日）
3. 長い髪の少女／ジス・バッド・ガール（1968年4月1日）
4. 愛する君に／クールな恋（1968年9月1日）
5. 過ぎ去りし恋／午前3時のハプニング（1968年12月5日）
6. 本牧ブルース／4グラムの砂（1969年2月1日）
7. ルシール／君は僕に首ったけ〜悲しき叫び（1969年5月1日）
8. 蝶は飛ばない／もう一度人生を（1969年7月10日）
9. にがい涙／悪魔にだまされた（1970年5月5日）
10. 人生は気まぐれ／たったいちどの青春（1971年11月5日）

### アルバム
1. ザ・ゴールデン・カップス・アルバム（1968年3月10日）
2. ザ・ゴールデン・カップス・アルバム第2集（1968年9月10日）
3. ブルース・メッセージ/ザ・ゴールデン・カップス・アルバム第3集（1969年3月10日）
4. スーパー・ライヴ・セッション（1969年8月1日）
5. ザ・ゴールデン・カップスのすべて（1969年8月1日）
6. ザ・ゴールデン・カップス・リサイタル（1969年10月10日）
7. 長い髪の少女／ゴールデン・カップスのすべて（1969年11月10日）
8. ザ・フィフス・ジェネレーション ザ・ゴールデン・カップス・アルバム8（1971年1月10日）
9. ライヴ!! ザ・ゴールデン・カップス（1971年10月5日）
10. BLUES OF LIFE（2004年11月10日）
11. ワンモアタイム（2004年11月17日）

- ロックンロール・ジャム'70（1970年4月5日・4バンドによるライブアルバム）
- なかにし礼 作品集 四つの明星（1969年4月10日・黛ジュン, ザ・ゴールデン・カップス, 奥村チヨ, 和田弘とマヒナスターズによるオムニバスアルバム。カップス名義だが、実際は平尾のみ参加。）
- その他ベストアルバム、コンピレーションアルバム多数。

## 出演映画
- ザ・ゴールデン・カップス ワンモアタイム（2004年11月20日公開）